# ГЕС Тапован-Вішнугад
ГЕС Тапован-Вішнугад — гідроелектростанція, що споруджується на півночі Індії у штаті Уттаракханд. Використовуватиме ресурс із річки Дхауліганга, лівої притоки Алакнанди, яка в свою чергу є лівою твірною Гангу. Можливо відзначити, що в тому ж штаті протікає й інша річка з назвою Дхауліганга, яка є притокою Сарди та живить ГЕС Дхауліганга.
У межах проекту річку перекриють бетонною греблею висотою 22 метри та довжиною 200 метрів, яка утримуватиме водосховище з припустимим коливанням рівня між позначками 1790,5 та 1794 метри НРМ. Звідси під лівобережним гірським масивом прямуватиме дериваційний тунель довжиною 11,6 км з діаметром 4,8 метра, який переходитиме у два напірні водоводи діаметром по 3,6 метра, котрі розгалужуватимуться на чотири діаметрами по 2,7 метра. В системі також працюватиме верхній вирівнювальний резервуар висотою 127 метрів з діаметром 6,5 метра.
Підземний машинний зал розташовуватиметься вже на лівобережжі Алакнанди після впадіння Дхауліганги, у 17 км нижче за течією від греблі. Також існуватиме окреме підземне приміщення для трансформаторів.
Основне обладнання станції становитимуть чотири турбіни типу Пелтон потужністю по 130 МВт, які використовуватимуть чистий напір у 476 метрів.
Відпрацьована вода потраплятиме до Алакнанади по відвідному тунелю довжиною 0,5 км з діаметром 5,3 метра та каналу довжиною 0,13 км.
Воду з місця будівництва відвели ще навесні 2013 року, а введення станції в експлуатацію планується на 2021 рік.